# Martin Havlát
Martin Havlát (ur. 19 kwietnia 1981 w Mladej Boleslavi) – czeski hokeista, reprezentant Czech.

## Kariera

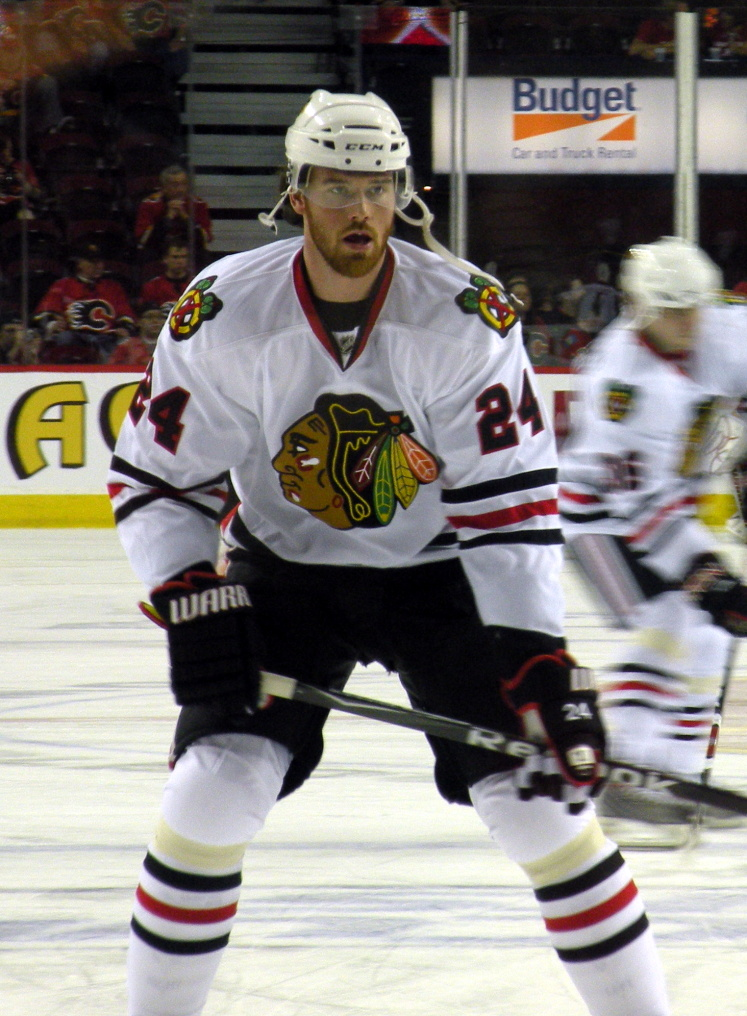
Martin Havlát w barwach Chicago Blackhawks (2009)

- HC Ytong Brno U18 U20 (1999-2000)
- HC Oceláři Trzyniec (1999-2000)
  -  HC Kometa Brno (2000)
- Ottawa Senators (2000-2003, 2005-2006)
  -  Sparta Praga (2003, 2005)
  -  Orli Znojmo (2003-2004)
  -  Dinamo Moskwa (2004)
- Chicago Blackhawks (2006-2009)
- Minnesota Wild (2009-2011)
- San Jose Sharks (2011-2014)
- New Jersey Devils (2014-2015)
- St. Louis Blues (2015)

Wychowanek klubu HC Ytong Brno. Od lipca 2011 zawodnik klubu NHL San Jose Sharks (wymieniony za Dany’ego Heatleya). Zawodnikiem klubu był do maja/czerwca 2014, gdy jego kontrakt został wykupiony przez klub i zawodnik stał się wolnym agentem. Od lipca 2014 zawodnik New Jersey Devils. W listopadzie 2015 krótkotrwale zawodnik St. Louis Blues. W lutym 2017 ogłosił zakończenie kariery zawodniczej.
Uczestniczył w turniejach mistrzostw świata w 2000, 2004, 2011, zimowych igrzysk olimpijskich 2002, 2010 oraz Pucharu Świata 2004.

## Sukcesy i nagrody
Reprezentacyjne
- Złoty medal mistrzostw świata juniorów do lat 20: 2002
- Złoty medal mistrzostw świata: 2000
- Brązowy medal mistrzostw świata: 2011

Klubowe
- Brązowy medal mistrzostw Czech: 1999 z Oceláři Trzyniec
- Mistrzostwo dywizji NHL: 2003, 2006 z Ottawa Senators
- Mistrzostwo konferencji NHL: 2006 z Ottawa Senators

Indywidualne
- Ekstraliga czeska (1999/2000):
  - Pierwsze miejsce w klasyfikacji kanadyjskiej wśród juniorów: 42 punkty
- NHL (2000/2001):
  - Najlepszy pierwszoroczniak miesiąca - marzec 2001
  - NHL All-Rookie Team
- NHL (2006/2007):
  - NHL All-Star Game
- NHL (2010/2011):
  - NHL All-Star Game